# 文冬市
文冬，是马来西亚彭亨州第三大城，隶属于文冬市议会。其面积为867.69平方公里，人口于2010年为114,397。该市北临劳勿，东临淡马鲁和百乐，南临雪兰莪州安邦、加影和瓜拉格拉旺，西临雪兰莪州士拉央和新古毛。文冬因其历史悠久而以旅游业为主，市内拥有许多华人会馆和一间文化馆，还有当地特产榴莲、豆腐卜等。文冬以及其周边生态环境优美，因此也被马来西亚旅游部列为「清肺游景点」，放眼成为吉隆坡的后花园。

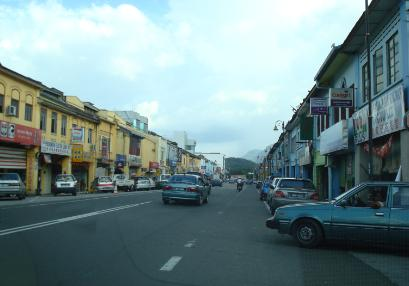
2008年的文冬陆佑路

## 历史
根据古人记载，文冬原名为加邦（Kapong），后来于二战后才改为現名。现今的文冬市中心早期原是两条河的交汇之处。在当时最重要的交通工具是一种称为Perahu的小船，并在市内设有码头。
文冬后来被发现蕴含丰富的锡矿，吸引了许多人前来挖矿。而那时候人们在文冬附近建了很多用来挖矿的“Ban”，而挖出很多矿的Ban就被叫做「Ban Untung」（马来文原意为赚很多钱的Ban的意思），Ban Untung慢慢就变成了现今的Bentong（文冬的马来文名）。
另一个说法文冬是源自于马来名字“Bapong”（意译为漂浮），因这里曾是拿督巴哈曼与英国军队战斗后，英军在战败后雇佣的廓尔喀人被当地人抓住全部杀害并把他们的尸体丢下河内任其漂浮在水中。也因如此，真正从Bapong更名至文冬的日期是在马来亚联合邦独立当天（1957年8月31日）。

## 气候
这个城镇在柯本气候分类法下被归类为热带雨林气候（“Af”级）。文冬平均气温约为26.8 °C（80.2 °F），降水量则平均约有2,419（95.2英寸）。
| 文冬                                   | 文冬      | 文冬        | 文冬      | 文冬        | 文冬        | 文冬        | 文冬        | 文冬        | 文冬        | 文冬        | 文冬        | 文冬        | 文冬         |
| 月份                                   | 1月       | 2月         | 3月       | 4月         | 5月         | 6月         | 7月         | 8月         | 9月         | 10月        | 11月        | 12月        | 全年         |
| -------------------------------------- | --------- | ----------- | --------- | ----------- | ----------- | ----------- | ----------- | ----------- | ----------- | ----------- | ----------- | ----------- | ------------ |
| 日均气温 °C（°F）                      | 26 (79)   | 26.6 (79.9) | 27 (81)   | 27.5 (81.5) | 27.4 (81.3) | 27.1 (80.8) | 26.7 (80.1) | 27.1 (80.8) | 26.8 (80.2) | 26.8 (80.2) | 26.7 (80.1) | 26.4 (79.5) | 26.8 (80.4)  |
| 平均降水量 mm（）                      | 185 (7.3) | 149 (5.9)   | 179 (7.0) | 233 (9.2)   | 226 (8.9)   | 133 (5.2)   | 133 (5.2)   | 142 (5.6)   | 188 (7.4)   | 278 (10.9)  | 315 (12.4)  | 258 (10.2)  | 2,419 (95.2) |
| 来源：Climate-Data.org (altitude: 77m) |           |             |           |             |             |             |             |             |             |             |             |             |              |

## 交通
文冬共有两条干道，鹅唛文冬大道將其同馬來西亞首都吉隆坡相連。此外，外地人也能以贯穿马来西亚半岛东西海岸的加叻大道。目前文冬没有铁路车站，但在建中的东海岸衔接铁道（ECRL或东铁）将会在文冬设站。市区的主要道路为陆佑街，该街是以马来西亚锡矿业者陆佑命名，而吉隆坡和新加坡也有一条陆佑街。

## 旅游景点
文冬乃休閑城市，臨近雲頂高原，旅游景點不算繁多
- 文冬文化馆[7]
- 广福庙（Kwong Fook Temple，主祀仙四師爺）[8]
- 文冬热水湖，位於群山之中，如今湖池多處已荒廢，溝渠阻塞，但壁畫尚在[9]
- 文冬休闲农场（The Bentong Farm）[10]
- 文冬大名牌,位於文冬馬絨河休閑公園（Taman Rekreasi Sungai Marong）
- 文冬街（The Bentong Walk）

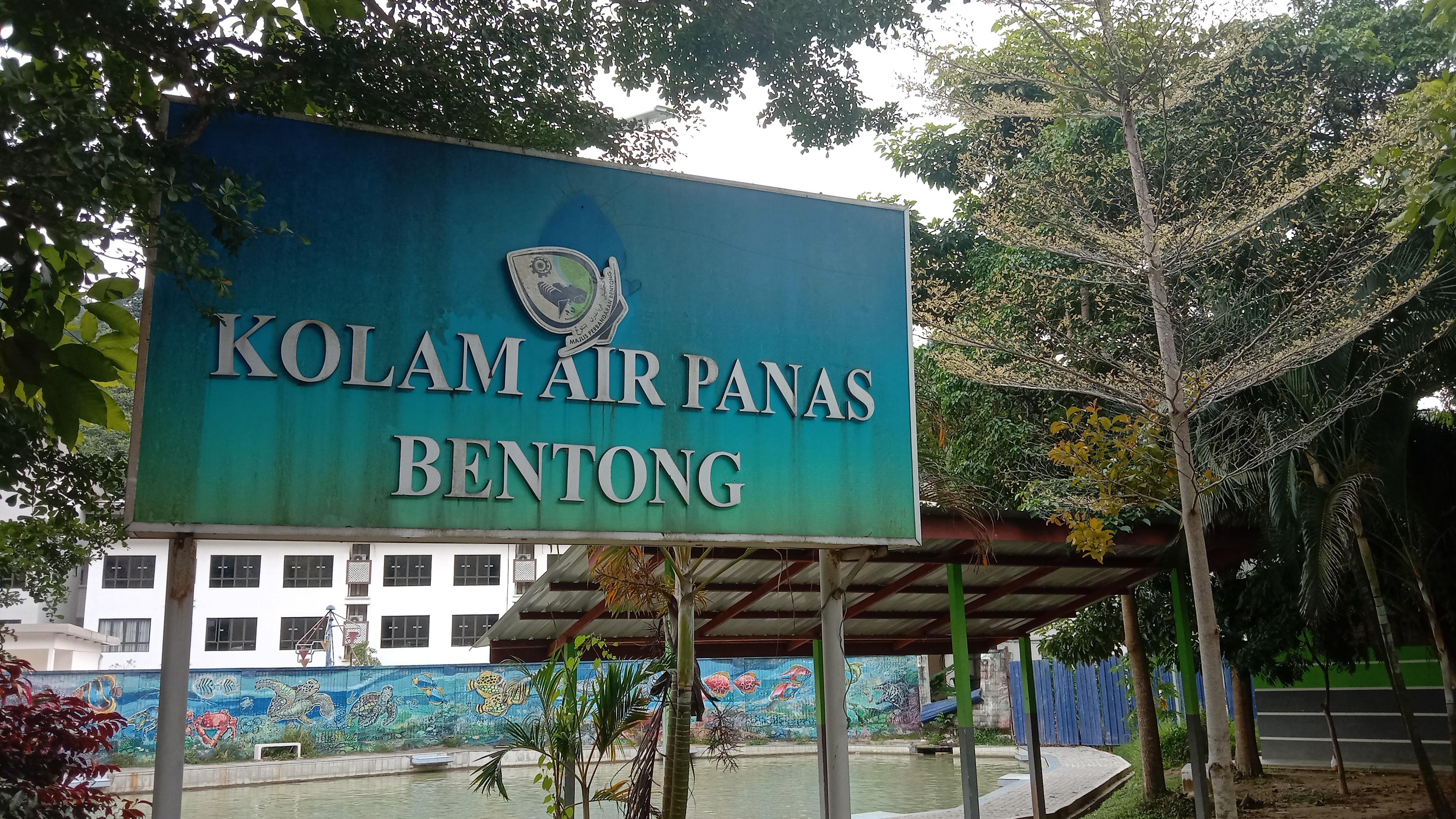
文冬熱水湖
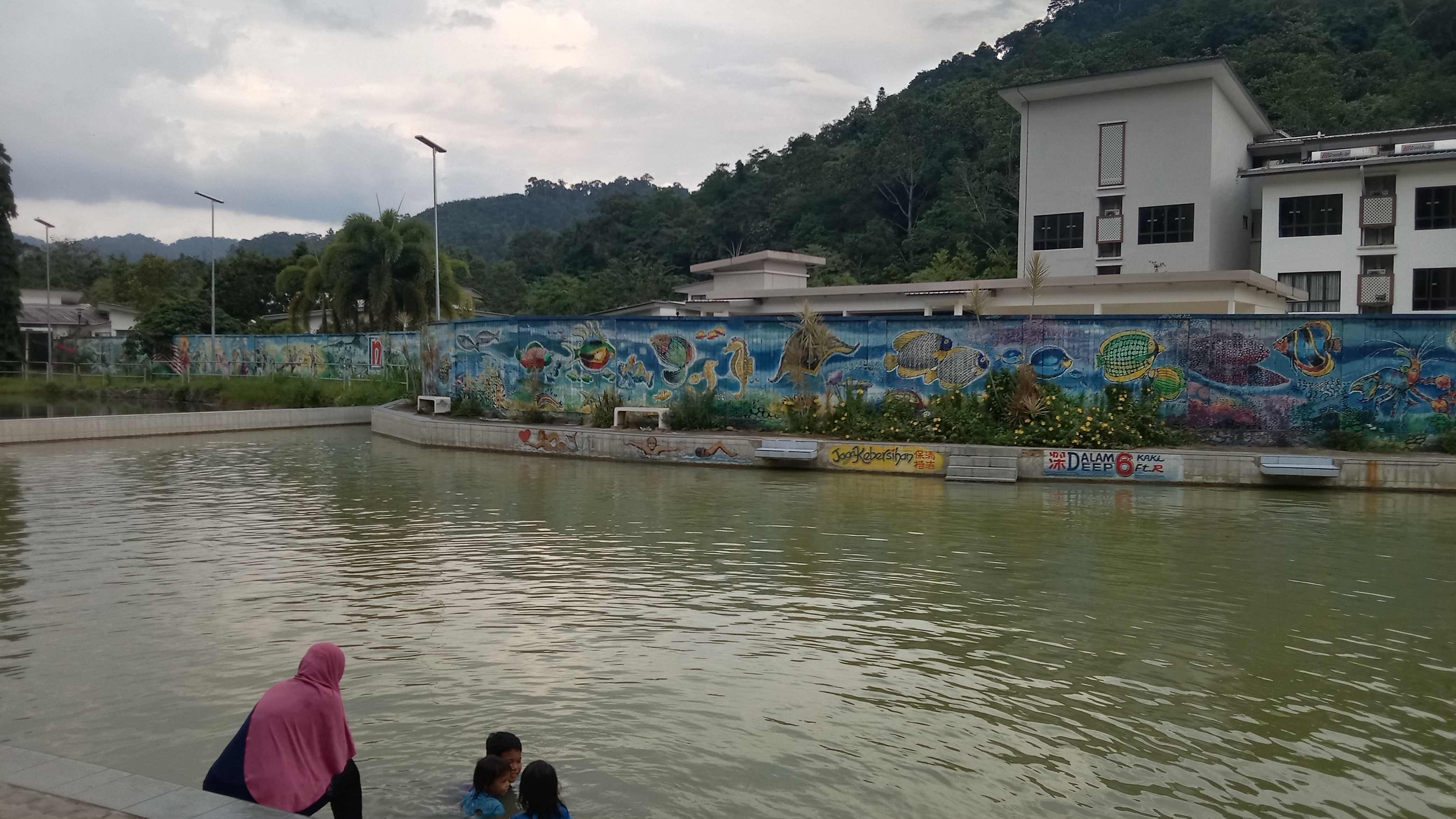
文冬熱水湖
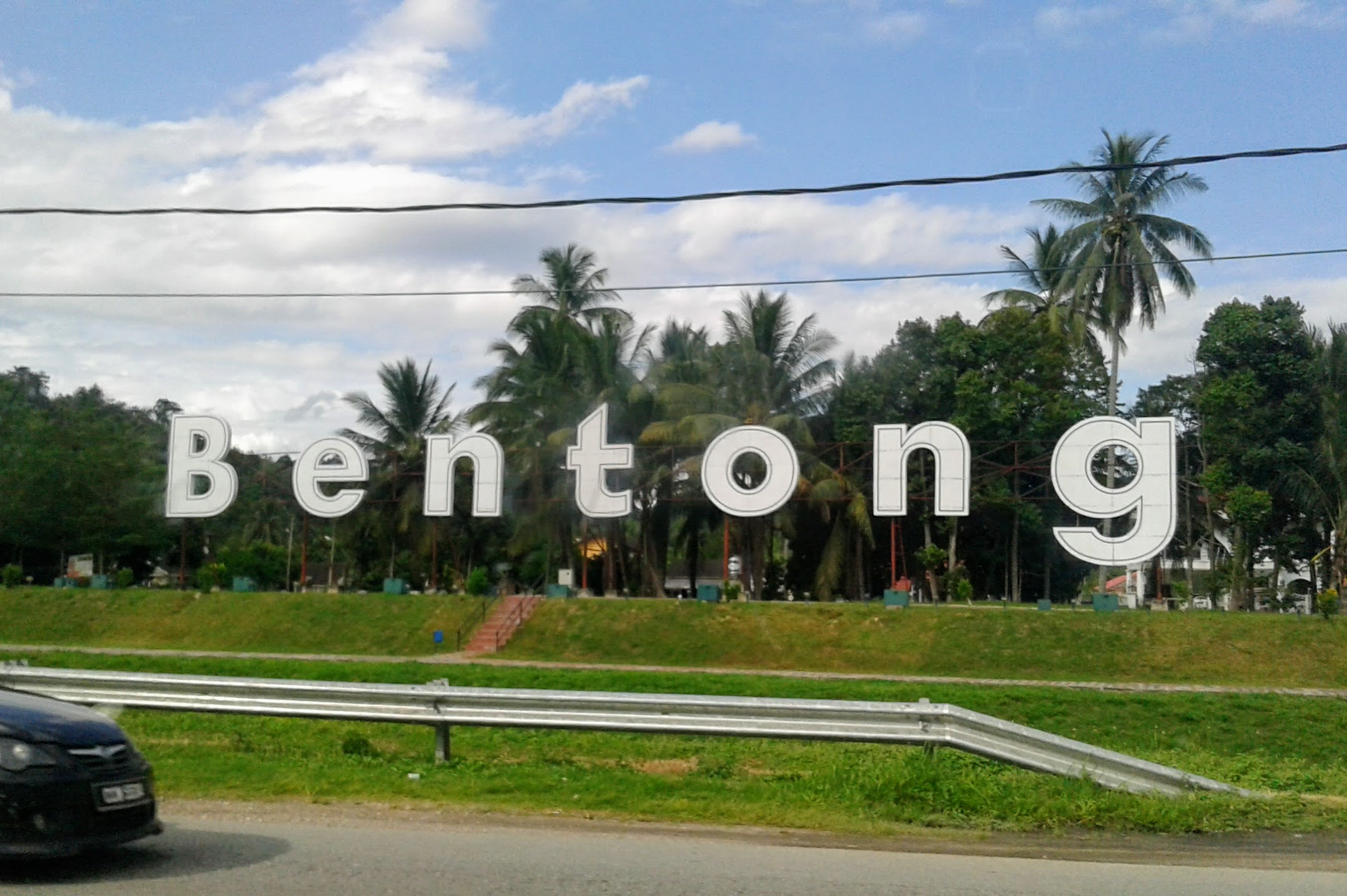
文冬馬絨河休閑公園（Taman Rekreasi Sungai Marong）的市名招牌